# Montelupone
Montelupone là một đô thị ở tỉnh Macerata ở vùng Marche, có vị trí cách khoảng 30 km về phía nam của Ancona và khoảng 11 km về phía đông bắc của Macerata. Tại thời điểm ngày 31 tháng 12 năm 2004, đô thị này có dân số 3.335 người và diện tích là 32,7 km².
Đô thị Montelupone có các frazioni (các đơn vị trực thuộc, chủ yếu là các làng) Aneto/Becerica, Canneggiano, Case Bruciate, Castelletta, Cervare, Colle Forche, Fonte Pianella, Fonterosa, Isola, Montenovo, San Firmano, San Martino, San Matteo, Sant'Agostino Sbarre, và Sbarre.
Montelupone giáp các đô thị: Macerata, Montecosaro, Morrovalle, Potenza Picena, Recanati.